# 笹井一個
笹井 一個（ささい いっこ、1975年 - 2018年3月20日）は、日本のイラストレーター。

## 生涯
静岡県出身。大学の建築科を中退後、ソニー・コンピュータエンタテインメントのICOに携わる。2018年3月20日、大腸癌のため死去。42歳没。

## 主な作品
公式サイト参照

### アニメ
- GUNDAM EVOLVE ../（サンライズ） - キャラクターデザイン（11 RB-79 BALL）
- ケモノヅメ（マッドハウス） - 背景美術（パイロット版、3話、9話、12話）

### イラスト
- 吉川良太郎『ペロー・ザ・キャット全仕事』（徳間書店） - 表紙絵、挿絵
- 大塚英志『多重人格探偵サイコ REAL』（徳間デュアル文庫） - 表紙絵、挿絵
- 吉川良太郎『ボーイソプラノ』（徳間書店） - 表紙絵
- 『十の恐怖』（角川ホラー文庫） - 表紙絵、口絵
- 吉川良太郎『シガレット・ヴァルキリー』（徳間デュアル文庫） - 表紙絵、口絵、挿絵
- 佐藤友哉『水没ピアノ』（講談社ノベルス） - 表紙絵、挿絵
- 大塚英志『多重人格探偵サイコ 小林洋介の最後の事件』（講談社ノベルス） - 挿絵
- 大塚英志『多重人格探偵サイコ 西岡伸二の憂鬱』（講談社ノベルス） - 挿絵
- マーガレット・ワイス&トレイシー・ヒックマン『邪空の王』（ハヤカワ文庫） - 表紙絵
- 佐藤友哉『クリスマス・テロル』（講談社ノベルス） - 表紙絵、挿絵
- PostPet V3（So-net） - ジャケットイラスト
- 神林長平『新装版 狐と踊れ』（ハヤカワ文庫） - 表紙絵
- 佐藤友哉『新装版 フリッカー式』（講談社ノベルス） - 表紙絵
- 菊地秀行『霊人ジョニー』（双葉文庫） - 表紙絵
- 小林泰三『目を擦る女』（ハヤカワ文庫） - 表紙絵
- 佐藤友哉『新装版 エナメルを塗った魂の比重』（講談社ノベルス） - 表紙絵
- 桐生祐狩『小説探偵GEDO』（ハヤカワSFシリーズ Jコレクション） - 表紙絵、扉絵
- コミックマーケット66 - オフィシャル紙袋デザイン
- 菊地秀行『銀座魔界高校』（Futaba novels） - 表紙絵、挿絵
- 佐藤友哉『鏡姉妹の飛ぶ教室』（講談社ノベルス） - 表紙絵、挿絵
- メグ・キャボット『メディエータ』シリーズ（理論社） - 表紙絵、挿絵
- M・M・スミス『みんな行ってしまう』（創元SF文庫） - 表紙絵
- 神林長平『新装版 猶予の月』（ハヤカワ文庫） - 表紙絵
- 鈴木剛介『自殺同盟軍』（角川書店） - 表紙絵
- 新世紀「謎」倶楽部『EDS 緊急推理解決院』（光文社） - 表紙絵
- トニー・アボット『秘密のドルーン』シリーズ（ダイヤモンド社） - 表紙絵、挿絵
- 堀田あけみ『新装版 1980 アイコ十六歳』（河出文庫） - 表紙絵
- 山本浩司『美人司法書士の事件簿 相続殺人編』（日経BP） - 表紙絵
- 田中哲弥『やみなべの陰謀』（ハヤカワ文庫） - 表紙絵
- マーティン・リーヴィット『ひとりぼっちのスーパーヒーロー』（鈴木出版） - 表紙絵、挿絵
- 大槻ケンヂ『リンダリンダラバーソール』（新潮文庫） - 表紙絵
- 道尾秀介『シャドウ』（ミステリ・フロンティア） - 表紙絵
- 佐藤友哉『フリッカー式』（講談社文庫） - 表紙絵
- 東浩紀『コンテンツの思想』（青土社） - 表紙絵
- ケイト・ブライアン『ボーイズ・レポート』（理論社） - 挿絵
- 早見裕司『満ち潮の夜、彼女は』（理論社ミステリーYA!） - 表紙絵、挿絵
- 三津田信三『禍家』（光文社文庫） - 表紙絵
- 浅田靖丸『蛇神伝』（カッパ・ノベルス） - 表紙絵
- 菊地秀行『プチ・ポリソン』（Futaba novels） - 表紙絵、挿絵
- 菊地秀行『銀座魔界高校』（双葉文庫） - 表紙絵
- 佐藤友哉『エナメルを塗った魂の比重』（講談社文庫） - 表紙絵
- 佐藤友哉『水没ピアノ』（講談社文庫） - 表紙絵
- ブライアン・マギロウェイ『国境の少女』（ハヤカワ文庫） - 表紙絵
- 辻村深月『子どもたちは夜と遊ぶ』（講談社文庫） - 表紙絵
- 神林長平『新装版 プリズム』（ハヤカワ文庫） - 表紙絵
- 三津田信三『凶宅』（光文社文庫） - 表紙絵
- 佐藤友哉『青酸クリームソーダ』（講談社文庫） - 表紙絵
- 佐藤友哉『クリスマス・テロル』（講談社文庫） - 表紙絵
- 菊地秀行『いつわりシャドー』（双葉社） - 表紙絵
- 中井拓志『ワン・ドリーム 〜みんなでひとつの悪い夢〜』（角川ホラー文庫） - 表紙絵
- 三津田信三『災園』（光文社文庫） - 表紙絵
- 飛鳥部勝則『黒と愛』（早川書房） - 表紙絵
- 支援BIS『辺境の老騎士』（KADOKAWA） - 表紙絵、挿絵

### 漫画
- コトリと一太（季刊エス連載、2002年 - 2008年、未単行本化）